# Diocesi di Uppenna
La diocesi di Uppenna (in latino Dioecesis Uppennensis) è una sede soppressa e sede titolare della Chiesa cattolica.

## Storia
Uppenna, identificabile con Henchir-Chigarnia nei pressi di Enfida nell'odierna Tunisia, è un'antica sede episcopale della provincia romana di Bizacena.
Le fonti documentarie attestano la presenza di un solo vescovo di Uppenna, Onorio, il cui nome figura all'82º posto nella lista dei vescovi della Bizacena convocati a Cartagine dal re vandalo Unerico nel 484; Onorio, come tutti gli altri vescovi cattolici africani, fu condannato all'esilio.
Gli scavi archeologici hanno permesso di scoprire numerose iscrizioni mosaicate, tra cui quelle con i nomi di due vescovi di Uppenna, Valeriolo, morto a 82 anni, e Onorio, morto un 6 agosto a 90 anni. Quest'ultimo potrebbe essere il medesimo vescovo documentato nel 484.
Tra i numerosi edifici cristiani portati alla luce nel sito archeologico di Henchir-Chigarnia, vi è anche una basilica cristiana a tre navate con annesso battistero, che si ipotizza possa essere stata la chiesa episcopale della città.
Dal 1933 Uppenna è annoverata tra le sedi vescovili titolari della Chiesa cattolica; dal 13 marzo 1987 il vescovo titolare è Jan De Bie, già vescovo ausiliare di Malines-Bruxelles.

## Cronotassi

### Vescovi residenti
- Onorio † (menzionato nel 484)
- Valeriolo † (VI secolo)
- Onorio † ?

### Vescovi titolari
- Bernardo José Bueno Miele † (25 gennaio 1967 - 12 luglio 1972 succeduto arcivescovo di Ribeirão Preto)
- Sergio Obeso Rivera † (15 gennaio 1974 - 12 marzo 1979 succeduto arcivescovo di Jalapa)
- Jan De Bie, dal 13 marzo 1987